# 泉固拉清真寺遗址
泉固拉清真寺遗址，位于中国青海省化隆县扎巴乡阳坡村，为青海省市县级文物保护单位，公布日期为1986年12月8日，类型为古遗址。
泉固拉清真寺遗址的历史年代为青铜时代。